# Szászcsór község
Szászcsór község (románul: Comuna Săsciori) község Fehér megyében, Romániában. Központja Szászcsór, beosztott falvai Lomány, Plesitelep, Rekitta, Sebeshely, Sebeskákova, Sebeskápolna, Sebesláz, Toneatelep.

## Népessége
A 2011-es népszámlálás adatai alapján a község népessége 5757 fő volt.